# Xestospongia wiedenmayeri
Xestospongia wiedenmayeri är en svampdjursart som beskrevs av van Soest 1980. Xestospongia wiedenmayeri ingår i släktet Xestospongia och familjen Petrosiidae. Inga underarter finns listade i Catalogue of Life.